# Oriol Sàbat i Gràcia
Oriol Sàbat i Gràcia (Barcelona, 23 d'abril de 1981), conegut també com a Uri Sàbat, és un locutor de ràdio i presentador de televisió català.
Llicenciat en Comunicació Audiovisual per la Universitat Ramon Llull, actualment forma part de l'equip de Ponte A Prueba, un programa ràdiofònic que s'emet de dilluns a divendres i tots els diumenges de 23.00 a 01.00h a Europa FM. Els seus col·laboradors són la Venus, la Daniela Blume, la Laura Manzanero i el Víctor Cortés.
Abans també havia treballat a la ràdio en un programa de la mateixa temàtica però a nivell autonòmic. Juntament amb Josep Lobató i la Venus havia presentat Prohibit als Pares a Ràdio Flaixbac.
En la seva etapa televisiva l'hem pogut veure a FlaixTV i recentment com a presentador del Call TV "Uau!" a la cadena Cuatro, juntament amb Anna Simon. Posteriorment intervingué en la secció "Vigilants de la llengua" del programa Vacances Pagades, que emeté TV3, juntament amb Daniela Blume.

## Premis
| Programa       | Premi                                       | Any  |
| Ponte A Prueba | Ondas al millor programa de ràdio a Espanya | 2007 |